# ルーカス・ノゲイラ
ルーカス・リヴァ・アマランテ・ノゲイラ（Lucas Riva Amarante Nogueira, 1992年7月29日‐）は、ブラジル・リオデジャネイロ州出身の元バスケットボール選手。北米プロバスケットボールリーグNBAのトロント・ラプターズに所属していた。ポジションはセンター。身長213cm、体重100kg。

## 経歴
2009年にCBエストゥディアンテスに加入しプロデビュー。2011年にナイキ・フープサミットの世界選抜に選ばれ、U-19世界選手権に出場した。2011-12シーズン途中にはエストゥディアンテスBからトップチームに昇格した。2013年1月にスペインのパスポートを取得。6月のNBAドラフト直前にクラブとの契約を2015年まで延長した。

### NBA
2013年6月の2013年のNBAドラフトでボストン・セルティックスに全体の16位で指名された。その後、交渉権がダラス・マーベリックス更にアトランタ・ホークスにたらい回しにされた後、2014年7月30日にトロント・ラプターズに交渉権が譲渡され、ラプターズの一員となった。その後2018年までNBAでプレーした。

## ブラジル代表
2010年のU-18アメリカ選手権に出場しアメリカに次ぐ銀メダルを獲得、リバウンド王にもなった。2011年のU-19世界選手権に出場し9位に入る。